# Union sportive Le Pontet XIII
Maillots
L'Union sportive Le Pontet XIII était un club de rugby à XIII situé dans le Vaucluse, en région Provence-Alpes-Côte d'Azur actif entre 1935 et 1990. Il remporte deux fois le championnat de France de première division et la Coupe de France réalisant ainsi deux doublés.

## Histoire
Le club est fondé en 1935 et est considéré comme le club pionnier du rugby à XIII dans le Vaucluse. Aimé Passamar journaliste et auteur de « l'encyclopédie de Treize Magazine » le considère comme « l'ainé de tous qui s'inscrivit sous le numéro 2401 à la défunte ligue française de rugby à XIII et ouvrit ainsi la voie à ses émules de Provence ». 
Le club, sous le nom de l'Union sportive pontétienne, s'illustre en catégorie amateur, et rejoint le groupe B de la division nationale en 1980. 
Sous la houlette de l'entraîneur Marius Frattini, ce club dispute 5 finales consécutives du championnat de France élite et 3 finales de coupe de France. Les mois de mai 1986 et 1988 se solderont par deux doublés. Doublés auxquels a participé en tant que joueur, Marc Palanques, président de la Fédération française de rugby à XIII depuis 2016. Il joua en effet cinq saisons pour le club. 
Le premier doublé fut le titre de champion de France en 1986 en battant le XIII Catalan 19 à 6 et la même année le gain de la Coupe de France face à Saint Estève 35 à 10. 
Le second fut réalisé deux ans plus tard, avec le titre de champion de France remporté face aux mêmes adversaires le XIII Catalan (14-2) et, fait remarquable d'un point de vue statistique, une victoire en coupe de France également devant les mêmes adversaires que deux ans plus tôt, Saint-Estève, sur le score serré de 5 à 2.  
Pour certains observateurs, l'année 1989 marque un coup d'arrêt dans l'existence du club ; celui-ci perd en effet la finale du championnat face à l'AS Saint-Estève (23-4) mais surtout il perd la finale de la coupe de France d'un seul point dans un derby vauclusien qui l'oppose au SO Avignon (12-11).   
Le club est en effet dissous en 1990 pour créer un club de rugby à XV et rejoindre une entente « Pontet Avignon Rugby Club Vaucluse »   . Les raisons officielles avancées par le club sont des problèmes récurrents d'arbitrage et d'organisation du rugby à XIII en France mais il apparait que club était en contentieux avec la FFR XIII. Il avait en effet subi une sanction administrative de la part de cette dernière; le club avait reçu une suspension de douze mois, ainsi que ses dirigeants. La conséquence étant le retrait des sponsors, et l'endettement du club, dettes qui ont été ensuite prises en charge par la FFR .

## Palmarès
| Championnat de France                                                | Coupe de France                                         |
| -------------------------------------------------------------------- | ------------------------------------------------------- |
| - Champion (2) : 1986 et 1988. - Finaliste (3) : 1985, 1987 et 1989. | - Vainqueur (2) : 1986 et 1988. - Finaliste (1) : 1989. |

## Hommage rendu au club
Pour rendre hommage au club défunt, dont elle considère les victoires comme « un symbole pour Le Pontet : celui de sa réussite et de ses années de gloire », la Commune du Pontet  organise une exposition du 14 avril au 28 juin 2018 dans son hôtel de ville: « Le XIII, une épopée pontétienne ».

## Les entraîneurs
- ??-1986 : Marius Frattini
- 1987-1987 : Yvon Gourbal
- 1987-?? : Marius Frattini

## Joueurs emblématiques
- Denis Bergé
- Thierry Bernabé
- Didier Couston
- Marcel Criotier
- David Fraisse
- José Giné
- Jean-Charles Giorgi
- Bernard Imbert
- Christian Maccali
- John Maguire
- Patrick Marginet
- Marc Palanques
- Patrick Rocci
- Serge Titeux

Antoine Romero[réf. nécessaire]

## Historique des saisons
| Année | Année | Saison régulière Championnat de France | Saison régulière Championnat de France | Saison régulière Championnat de France | Saison régulière Championnat de France | Saison régulière Championnat de France | Saison régulière Championnat de France | Saison régulière Championnat de France | Saison régulière Championnat de France | Phase finale Championnat de France | Phase finale Championnat de France | Phase finale Championnat de France | Phase finale Championnat de France | Phase finale Championnat de France | Phase finale Championnat de France | Phase finale Championnat de France | Coupe de France    |
| Année | Année | Class.                                 | Points                                 | MJ                                     | V.                                     | N.                                     | D.                                     | Pp.                                    | Pc.                                    | Perf.                              | MJ                                 | V.                                 | N.                                 | D.                                 | Pp.                                | Pc.                                | Performance        |
| 1980  | 1980  | ?                                      |                                        |                                        |                                        |                                        |                                        |                                        |                                        | ?                                  |                                    |                                    |                                    |                                    |                                    |                                    | ?                  |
| 1981  | 1981  | 7e                                     | 53                                     |                                        |                                        |                                        |                                        |                                        |                                        | Quart de finale                    | 1                                  | 0                                  | 0                                  | 1                                  | 7                                  | 43                                 | Huitième-de-finale |
| 1982  | 1982  | 3e                                     | 59                                     |                                        |                                        |                                        |                                        |                                        |                                        | Quart de finale                    | 1                                  | 0                                  | 0                                  | 1                                  | 16                                 | 17                                 | Huitième-de-finale |
| 1983  | 1983  | 9e                                     | 52                                     |                                        |                                        |                                        |                                        |                                        |                                        | Non qualifié                       | 0                                  | 0                                  | 0                                  | 0                                  | 0                                  | 0                                  | Huitième-de-finale |
| 1984  | 1984  | 5e                                     | 57                                     |                                        |                                        |                                        |                                        |                                        |                                        | 1er tour                           | 1                                  | 0                                  | 0                                  | 1                                  | 13                                 | 15                                 | Demi-finale        |
| 1985  | 1985  | 1er                                    | 69                                     | 26                                     |                                        |                                        |                                        |                                        |                                        | Finaliste                          | 2                                  | 1                                  | 0                                  | 1                                  | 26                                 | 32                                 | ?                  |
| 1986  | 1986  | 5e                                     | 30                                     |                                        |                                        |                                        |                                        |                                        |                                        | Champion                           | 3                                  | 3                                  | 0                                  | 0                                  | 44                                 | 12                                 | Vainqueur          |
| 1987  | 1987  | 4e                                     | 49                                     | 22                                     |                                        |                                        |                                        |                                        |                                        | Finaliste                          | 3                                  | 2                                  | 0                                  | 1                                  | 51                                 | 19                                 | Demi-finale        |
| 1988  | 1988  | 1er                                    | 57                                     |                                        |                                        |                                        |                                        |                                        |                                        | Champion                           | 3                                  | 3                                  | 0                                  | 0                                  | 61                                 | 20                                 | Vainqueur          |
| 1989  | 1989  | 1er                                    | 56                                     |                                        |                                        |                                        |                                        |                                        |                                        | Finaliste                          | 3                                  | 2                                  | 0                                  | 1                                  | 40                                 | 27                                 | Finaliste          |